# Haut-Vully
Haut-Vully là một đô thị trong huyện See thuộc bang Fribourg ở Thụy Sĩ. Until 1977, it was officially known as Vully-Le-Haut. Tên tiếng Đức là Oberwistenlach hiện ít được sử dụng.